# William E. Chilton

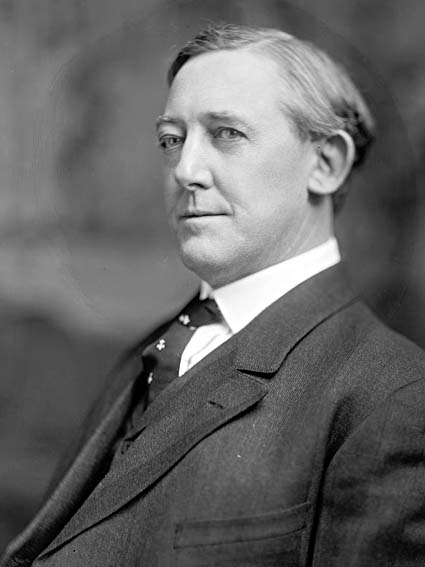
William E. Chilton

William Edwin Chilton (* 17. März 1858 in Coalsmouth, Kanawha County, Virginia; † 7. November 1939 in Charleston, West Virginia) war ein US-amerikanischer Politiker (Demokratische Partei), der den Bundesstaat West Virginia im US-Senat vertrat.
William Chilton wurde in jenem Teil Virginias geboren, der sich während des Sezessionskrieges vom Rest des Staates abspaltete und als West Virginia bei der Union blieb. Sein Geburtsort Coalsmouth wechselte im Zuge dieser Entwicklung mehrfach den Namen und hieß schließlich St. Albans. Dort besuchte Chilton öffentliche und private Schulen sowie das Shelton College, wo er auch seinen Abschluss machte. In der Folge arbeitete er als Lehrer, studierte die Rechtswissenschaften, wurde 1880 in die Anwaltskammer aufgenommen und begann 1882 in Charleston juristisch zu praktizieren. Er betätigte sich zudem im Zeitungsgewerbe und wurde 1883 Staatsanwalt des Kanawha County.
1892 übernahm Chilton den Vorsitz des Exekutivkomitees der Demokraten in West Virginia; von 1893 bis 1897 fungierte er als Secretary of State. Im Jahr 1910 wurde er schließlich in den US-Senat gewählt, dem er vom 4. März 1911 bis zum 4. März 1917 angehörte. Dort war er unter anderem Vorsitzender des Volkszählungsausschusses sowie Mitglied des Justizausschusses. 1916 stellte er sich zur Wiederwahl, unterlag aber dem Republikaner Howard Sutherland. Das Wahlergebnis wurde angefochten, hatte jedoch Bestand.
In den Jahren 1924 und 1934 bewarb sich Chilton jeweils vergeblich um die Rückkehr in den Senat. Er übernahm keine weiteren politischen Ämter mehr und ging seinen geschäftlichen Betätigungen in Charleston nach, wo er 1939 verstarb.